# Volk
Volk, tudi sivi volk ali navadni volk (znanstveno ime Canis lupus), je največji predstavnik družine psov, razširjen po divjinah Evrope, Azije in Severne Amerike. Zaradi lova je marsikje že izginil. Združuje se v krdela in zaradi skupinskega lova se loteva tudi večjih živali.

## Opis
Zraste do 140 cm v dolžino. Telo volka je prekrito z gosto zimsko dlako, ki ga varuje pred ohladitvijo. Volk ima dolge noge in velike šape s krempljastimi prsti. Samica volka povrže od 5 do 8 mladičev, ki na začetku ne vidijo, vendar imajo v čeljustih že male ostre zobke. Ko mladiči odrastejo, tudi sami začnejo sodelovati pri lovu.
Njegov gobec je koničast, oči poševne, uhlje pa ima razmeroma velike in pokončne. Vrat in prsni koš ima zelo močan. Rep je krajši od polovice trupa z glavo, nosi pa ga povešenega. Kožuh je rumeno rjav s sivim nadihom. V zimski dlaki so sivi toni bolj izraženi. Za razliko od psa ima na podlakti 10 cm dolgo in 2 cm široko črno progo. Odrasel volk ima do 42 zob.

## Prehranjevanje
Pri iskanju hrane lahko naenkrat prepotujejo 40–70 km. Poznani so tudi primeri, ko so krdela prepotovala tudi 160 km.  V Sloveniji pleni v glavnem jelenjad in srnjad, hrani pa se tudi z mrhovino in priložnostno napada vse vrste domačih živali (pse, konje, govedo, drobnico). Naenkrat lahko zaužije celo do 10 kg hrane, po drugi strani pa lahko dolgo zdrži brez nje. Pri večjem plenu volkovi najraje pojedo drobovje.

## Razmnoževanje
Parjenje poteka od decembra do marca. Posebnost pri volkovih je to da se parita samo alfa samec in alfa samica (vodilni par v tropu). Volkulja je breja 62-64 dni, mladiče pa skoti v brlogu. V Sloveniji je največ skotitev konec januarja in v začetku februarja. V leglu je najpogosteje 5-8 mladih, ki so ob rojstvu slepi in porasli s kratko, temno dlako. Mladiči začno zapuščati brlog po osmih tednih. 40 - 50 % volkov pogine v prvem letu življenja, ker mater nima dovolj hrane za vse mladiče in ker je zima. Njihova življenjska doba je od 12-16 let.

## Življenjski prostor
V Evropi volkovi živijo predvsem na gozdnatem območju, sicer pa lahko preživijo tudi v arktični tundri, v močvirjih, stepi in polpuščavi. V Sloveniji so najpogostejši v gozdovih bukve in jelke, ki poraščajo obsežna gorska območja dinarskega krasa. Trop zaseda od 100 do 1000 km2 veliko območje, kar je 25 km2 na enega volka v tropu. Območja tropov se ne prekrivajo.

## Način življenja
Volkovi živijo v tropih s strogo določeno hierarhično lestvico. Na vrhu sta alfa volk in alfa volkulja. Krdelo običajno šteje okoli sedem volkov. Velikost teritorija se močno spreminja, odvisna pa je od količine volkov, količine plena na nekem območju, geografije območja in človekovega dostopa. Volkovi so teritorialne živali in vsako krdelo aktivno brani svoj teritorij pred volkovi iz sosednjega krdela.

## Razširjenost
Prvotno je poseljeval večino Evrazije do Indije in Kitajske na jugu. V Evropi je dandanes bolj ali manj iztrebljen, najdemo pa ga še v Skandinaviji in državah nekdanje Sovjetske zveze, na Poljskem, Češkem, Slovaškem ter na Balkanskem, Apeninskem in Pirenejskem polotoku. Živi tudi v Severni Ameriki in na Grenlandiji.

## Posebnosti in zanimivosti
Volk po znanih podatkih za Evropo ne predstavlja večje grožnje človeku, to velja za zdravega volka. A tudi, če je volk zdrav, to ne pomeni, da je nemogoče, da bi človeka napadel. Če je volk bolan, je možnost napada večja. Volk je neposredni prednik psa. Začetki udomačevanja segajo v mlajšo kameno dobo, to je kakih 8000 let nazaj. Po eni od teorij naj bi ljudje na različnih krajih severne poloble udomačevali divje živeče pse, torej volkove in šakale. Velike pasme psov so lahko zelo podobne volkovom, vendar psi nimajo nikoli tako močnih kočnikov. Pri volku so kočniki tesno drug ob drugem, pri psu pa so pogosto vrzeli. Naravnih sovražnikov volk skorajda nima, znani pa so primeri kanibalizma. Volk se lahko okuži tudi s steklino.